# كتيبة كراكال
الكتيبة 33 كراكال (بالعبرية: גדוד קרקל) هي كتيبة مشاة قتالية تابعة للجيش الإسرائيلي، وهي واحدة من ثلاث وحدات قتالية كاملة، (إلى جانب «كتيبة أسود الأردن» و«كتيبة الفهد») في لواء باران، تضم مجندين ومجندات. سُميت بهذا الاسم نسبة إلى الوشق، وهو قط صغير يبدو جنسه متماثلاً في الحجم. كان ما يقرب من 70٪ من الكتيبة من الإناث اعتباراً من 2009.